# Mojtyny (Biskupiec)
Mojtyny (deutsch Moythienen, 1938–1945 Moithienen) ist ein Dorf in der polnischen Woiwodschaft Ermland-Masuren. Es gehört zur Stadt- und Landgemeinde Biskupiec (Bischofsburg) im Powiat Olsztyński (Kreis Allenstein).

## Geographische Lage
Mojtyny liegt inmitten der Woiwodschaft Ermland-Masuren, zwölf Kilometer südöstlich der Stadt Biskupiec (Bischofsburg) auf der Westseite des Jezioro Stromek (Stromsee). Bis zur einstigen Kreisstadt Ortelsburg (polnisch Szczytno) sind es 24 Kilometer in südlicher Richtung. Die heutige Kreismetropole Olsztyn (Allenstein) liegt 40 Kilometer in westlicher Richtung.

## Geschichte
Der Ort wurde um 1468 gegründet und hieß vor 1785 Moten, bis 1938 Moythienen und danach (bis 1945) Moithienen. Im 19. Jahrhundert bestand Moythienen aus einer Landgemeinde und einem Gutsbezirk. 1874 wurden Landgemeinde und Gutsbezirk in den neu geschaffenen Amtsbezirk Przytullen (1938–1945 Steinhöhe, heute polnisch: Przytuły) eingegliedert. Dieser gehörte zum Kreis Ortelsburg im Regierungsbezirk Königsberg (ab 1905: Regierungsbezirk Allenstein) der preußischen Provinz Ostpreußen.
Im Jahr 1910 waren in der Landgemeinde Moythienen 123, im Gutsbezirk 156 Einwohner registriert. Am 30. September 1928 wurde der Gutsbezirk Moythienen in die Landgemeinde eingegliedert. 1933 betrug die Gesamteinwohnerzahl 373 und blief sich 1939 auf 326.
Aufgrund der Bestimmungen des Versailler Vertrags stimmte die Bevölkerung im Abstimmungsgebiet Allenstein, zu dem Moythienen gehörte, am 11. Juli 1920 über die weitere staatliche Zugehörigkeit zu Ostpreußen (und damit zu Deutschland) oder den Anschluss an Polen ab. In Moythienen (Gut und Dorf) stimmten 218 Einwohner für den Verbleib bei Ostpreußen, auf Polen entfielen keine Stimmen.
Am 3. Juni 1938 mit Wirkung vom 16. Juli 1938 wurde die Namensschreibweise Moythienens aus politisch-ideologischen Gründen in „Moithienen“ umgeändert.
Im Jahre 1945 musste die einheimische Bevölkerung in Kriegsfolge den Ort verlassen, der den polnischen Namen „Mojtyny“ bekam. Das Dorf ist heute ein Sołectwo (Schulzenamt) in der Gmina miejsko-wiejska (Stadt- und Landgemeinde) Biskupiec (Bischofsburg) im Kreis Olsztyn (Allenstein) der Woiwodschaft Ermland-Masuren (1975 bis 1998 Woiwodschaft Olsztyn).

## Kirche
Die Bevölkerung Mojtynys ist heute überwiegend katholischer Konfession und in die Pfarrgemeinde Kobułty (Kobulten) eingegliedert. Sie gehört zum Dekanat Biskupiec Reszelski im Erzbistum Ermland in der Katholischen Kirche in Polen.
Evangelische Kirchenglieder waren vor 1945 in das Kirchspiel Kobulten eingepfarrt, das zum Superintendenturbezirk Passenheim (polnisch Pasym) im Kirchenkreis Ortelsburg (polnisch Szczytno) in der Kirchenprovinz Ostpreußen der Kirche der Altpreußischen Union gehörte. Heute ist der Ort der Kirche Sorkwity (Sorquitten) zugeordnet mit einer Filialgemeinde in Biskupiec. Sie ist Teil der Diözese Masuren der Evangelisch-Augsburgischen Kirche in Polen.

## Verkehr
Mojtyny liegt am Ende einer Nebenstraße, die von Biskupiec über Kobułty nach hier führt. Eine Anbindung an den Bahnverkehr besteht nicht.

## Persönlichkeiten
- Manfred Rekowski (* 11. Februar 1958 in Mojtyny), evangelischer Theologe, von 2013 bis 2021 Präses der Evangelischen Kirche im Rheinland.